# Пробудившийся стыд
«Пробудившийся стыд» (англ. The Awakening Conscience, досл. «Пробудившаяся совесть») — картина, написанная в 1853 году английским художником-прерафаэлитом Уильямом Холманом Хантом, одним из основателей Братства прерафаэлитов. На картине изображена куртизанка, поднимающаяся с колен мужчины в момент раскаяния.
Работая над полотном, большое внимание художник отводил деталям. Отсюда практически все отображённые на полотне предметы несут смысловую нагрузку и служат разгадками для сюжета картины. Джон Рёскин высоко оценил талант Ханта, и картина стала одной из самых известных работ художника. Сам автор два раза вносил изменения в полотно: в первый раз по просьбе владельца картины он изменил лицо женщины, второй раз ему предоставилась возможность улучшить детали.
Сейчас «Пробудившийся стыд» находится в зале № 14 Британской галереи Тейт после дарения картины галерее владельцами в 1976 году.

## История создания
В своей книге «Прерафаэлитизм и Братство прерафаэлитов» Хант писал, что изначально идею для композиции картины ему дал роман «Дэвид Копперфилд» Чарльза Диккенса и художник стал посещать «разные прибежища падших девушек» в поисках подходящего места для новой картины. Хант не планировал воссоздавать какую-либо конкретную сцену из романа, но изначально хотел захватить что-то общее: «падшая девушка, ищущая любви, наконец находит объект поиска». Позже он передумал, решив, что такая встреча вызовет разные эмоции в девушке, но вряд ли покаяние, которое он хотел показать. В итоге художник остановился на идее, что мужчина будет наигрывать песню, которая вдруг напомнит падшей женщине о прошлой жизни и этот момент станет переломным для неё.
Натурщицей для изображения женщины стала Энни Миллер, которая часто позировала для прерафаэлитов и до 1859 года была помолвлена с Хантом. Мужская фигура может быть списана с Томаса Седдона или Августа Эгга, бывших друзьями Ханта.

## Описание
Изначально может показаться, что на картине изображены сиюминутные разногласия между мужем и женой, но название картины и символы, присутствующие в ней, дают понять, что это любовники. На левой руке у женщины нет обручального кольца. По всей вульгарно обставленной комнате разбросаны напоминания о пустой и праздной жизни: кошка под столом играет с пойманной птицей; часы укрыты под стеклом; висящий на фортепиано гобелен не закончен (спутанные нити гобелена символизируют нити жизни); на стене висит картина Фрэнка Стоуна; на полу брошен текст музыкального оформления Эдварда Лира лирической поэмы Альфреда Теннисона «Слёзы, праздные слёзы», а на фортепиано стоит произведение «Часто в тихую ночь» Томаса Мура, рассказывающее об упущенных возможностях и грустных воспоминаниях о счастливом прошлом.
Искусствовед Элизабет Преттеджон отмечает, что хотя интерьер на картине теперь рассматривается как «викторианский», он всё же источает пошлость нувориша, что было бы неприятно современному зрителю. На рамке картины написан стих из Библии:

Что снимающий с себя одежду в холодный день, что уксус на рану, то поющий песни печальному сердцу
— Прит. 25:20
В некотором смысле эта картина является парной к религиозной картине Ханта «Светоч мира», изображающей Христа, держащего фонарь и стучащего в заросшую бурьяном дверь, символизирующую «закрытое сердце». Содержанка на картине «Пробудившийся стыд» может быть ответом на этот образ, её совесть «открывает сердце» изнутри. Хант видел в изображении женщины пример того, как дух небесной любви призывает душу отказаться от низшей жизни.

## Изменения в картине
Выражение лица девушки на картине — это не то выражение боли и ужаса, что увидели зрители, когда картина была впервые выставлена, потрясая многих критиков. Работа была заказана Томасом Фейрберном, манчестерским промышленником и меценатом прерафаэлитов. Эгг обсуждал с ним идеи Ханта и, возможно, показал несколько начальных эскизов. За картину Фейрберн заплатил Ханту 350 гиней. Полотно было выставлено в Королевской академии художеств в 1854 году вместе со «Светочем мира». Глядя на картину изо дня в день, Фейрберн не мог выдержать выражения лица содержанки, поэтому уговорил Ханта смягчить лицо девушки на картине. Художник приступил к работе, но вскоре заболел и картина в почти первозданном виде была показана на выставке в Бирмингемском обществе художников в 1856 году, прежде чем была перерисована. Позже Ханту удалось поработать над своим творением ещё раз и, по признанию Эдварда Лира, художник существенно улучшил картину. Как отмечается в антрвольтах, Хант ретушировал картину в 1864 году и снова в 1886, когда восстанавливал работу после реставрации в промежуточный период.

## Отношение Джона Рёскина
Викторианский теоретик искусства и покровитель прерафаэлитов Джон Рёскин высоко оценил «Пробудившийся стыд» как пример нового направления в британском искусстве, создававшийся фантазией художника, а не хроникой событий. В своём письме 1854 года газете The Times Рёскин, защищая работу, утверждает, что картина приобретает трагический смысл, если правильно прочитать её по объектам в комнате. Он был поражён и суровым реализмом комнаты, отметив, что раскрытие характеров через интерьер выгодно отличает картину от «Модного брака» Уильяма Хогарта. «Общий, современный, вульгарный» интерьер перегружен блестящей, неиспользованной мебелью, которая никогда не будет частью дома. Для Рёскина эта изысканная деталь картины обратила внимание на неизбежный разрыв отношений пары. Идея визуально отобразить переломную секунду для жизни человека позднее была показана в 1858 году в триптихе «Прошлое и настоящее» Августа Эгга.

## Провенанс
Картина перешла по наследству к сыну Фейрберна, сэру Артуру Гендерсону Фейрберну, 3-му баронету. В январе 1946 года полотно было анонимно продано на аукционе Christie's и было куплено Колином Андерсоном в 1947 году. В 1976 году картина была подарена Британской галерее Тейт.